# クチ (犬種)
クチ（英：Kuchi）は、インドの南西部原産の犬種のひとつである。
名前はやや似るが、アフガニスタン原産のサーガ・クーチ（アフガン・マスティフ、サーゲ・コッヒェーなどとも言う）とは別の犬種である。クチは小柄な犬種であるのに対し、サーガ・クーチはセントラル・エイジアン・シェパード・ドッグに近い犬種である。

## 歴史
詳しい生い立ち等は不詳である。
主にネズミやリス、ヘビといった小型獣などを狩るのに使われている。ネズミは感染症の媒介と作物の食害を防ぐため、家や農場で見つけ次第駆除して食べてしまう。リスは食用にすることもあり、その場合は仕留めても食べずに持ち帰る。又、犬によっては生け捕りができることもある。ヘビは人が咬まれて命を落とすのを防ぐために狩り、3つの獲物の中で最も危険度が高い。無論相手は毒蛇であるため、狩りに失敗して命を落としたり失明するクチも少なくない。
近年はインド原産犬種の中でも数少ない小型種であり、飼育しやすいことからペットとして飼う人が増え、人気が上昇してきている。しかし、インド国外では非常に珍しい犬種で、まず国外では知られておらず、見かけることはできない。

## 特徴
やや華奢な体格の犬である。脚も細いが、体が軽い分走るのが早い。マズルの長さは普通で、スピッツタイプとパリアタイプの中間のような容姿をしている。耳はローズ耳、尾はふさふさして背中のほうを向いて湾曲している鎌尾。コートはロングコートで、毛色は茶系統のものなど。体重7kg程度の小型犬で、性格は明るく活発、人馴れがよいといわれている。しつけの飲み込みや状況判断力は普通であるが、体が小さいので運動量は少なく、食事量も多くないので初心者の飼育にも適した種であるとされる。